# Donald Pettit
Donald Roy Pettit (nascut el 20 d'abril de 1955) és un enginyer químic americà i astronauta de la NASA. Va realitzar dues estades de llarga duració a bord de l'Estació Espacial Internacional, una missió del transbordador espacial i una expedició de sis setmanes a l'Antàrtida per trobar meteorits.